# 娜娜 (短篇小說)
《娜娜》（英語：Nona）是一部由史蒂芬·金於1978年在短篇小說集《幽影》上所刊登的短篇小說，並於1985年收錄在短篇小說集《史蒂芬·金的故事販賣機》內。

## 故事簡介
故事主角大學時退學，無家可歸，在公路上希望截便車，結果被警察驅趕，主角只好走到公路上的休息站。在休息站內，主角認識了娜娜，兩人一起上路，在路上娜娜負責截車。他們成功截到一架便車，但便車主人知道他們的目的地則變得不客氣，娜娜於是指使主角殺了他，兩人一路上不斷殺人，終於到達目的地，娜娜這時亦露出她鬼魂的真面目。